# Théâtre national Roustavéli
Le théâtre national académique Roustavéli, (en géorgien : შოთა რუსთაველის სახელობის აკადემიური თეატრი), est le plus grand théâtre de Tbilissi et de la Géorgie. Il est fondé en 1921 sur la base du Théâtre dramatique d’État, alors que la première compagnie théâtrale en Géorgie est fondée sous le gouverneur général de la Nouvelle Russie, Mikhaïl Semionovitch Vorontsov, en 1879, que certaines sources, y compris le site officiel du théâtre Roustavéli, donnent comme l'année de fondation du théâtre actuel. 

## Historique
Le bâtiment, qui jadis accueille la société artistique de Tbilissi, est construit en 1901. Sa façade donne sur la principale artère de la capitale géorgienne, l'avenue Roustavéli, anciennement perspective Golovinski. L'architecture du bâtiment emprunte au style rococo. La décoration intérieure est réalisée par les peintres géorgiens Lado Goudiachvili et David Kakabadzé, et par le peintre russe Sergueï Soudeïkine. Le théâtre possède une salle principale de 800 places et une secondaire de 300 places.
En 1921, le théâtre fut nommé Roustavéli en l'honneur du poète géorgien Chota Roustavéli.
De 1922 à 1926, la troupe est dirigée par Koté Mardjanichvili, puis, de 1926 à 1935, par Sandro Akhmeteli.
Sous le régime soviétique la compagnie reçoit l'ordre de Lénine (1936).
En 1980, la direction de théâtre est confiée à Robert Sturua, qui y travaille depuis 1962. Au mois d'août 2011, Sturua est démis de ses fonctions pour avoir tenu les propos qualifiés de xénophobes envers le président du pays Mikheil Saakachvili,. Il part pour le théâtre d'Aleksandr Kaliaguine Et Cetera à Moscou. Depuis l'arrivée au pouvoir de l'équipe du Rêve géorgien, en 2012, il est de nouveau le directeur artistique du théâtre Roustavéli,.
Entre 2002 et 2005, le théâtre a profité d'une rénovation complète, qui a été largement financé par l'homme d'affaires et Premier ministre géorgien Bidzina Ivanichvili.

## Vues intérieures du théâtre

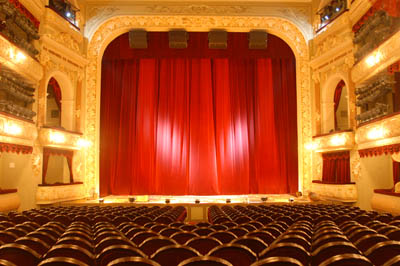
Rideau rouge sur la scène
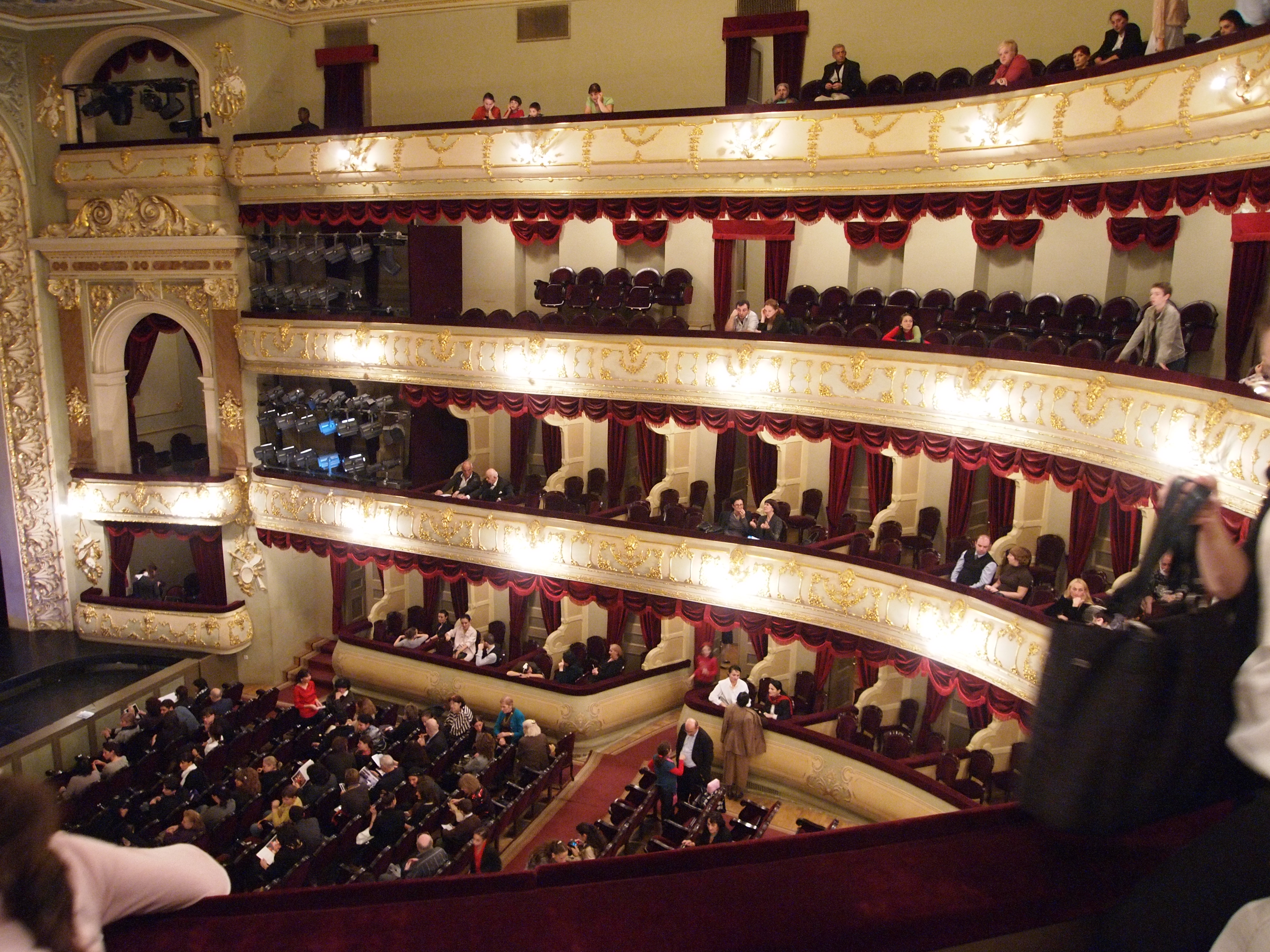
La grande salle
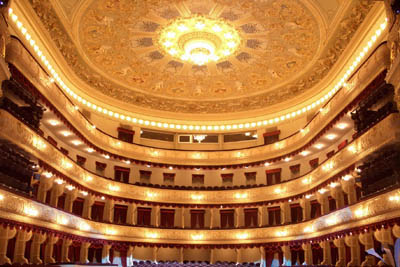
Plafond et corbeilles
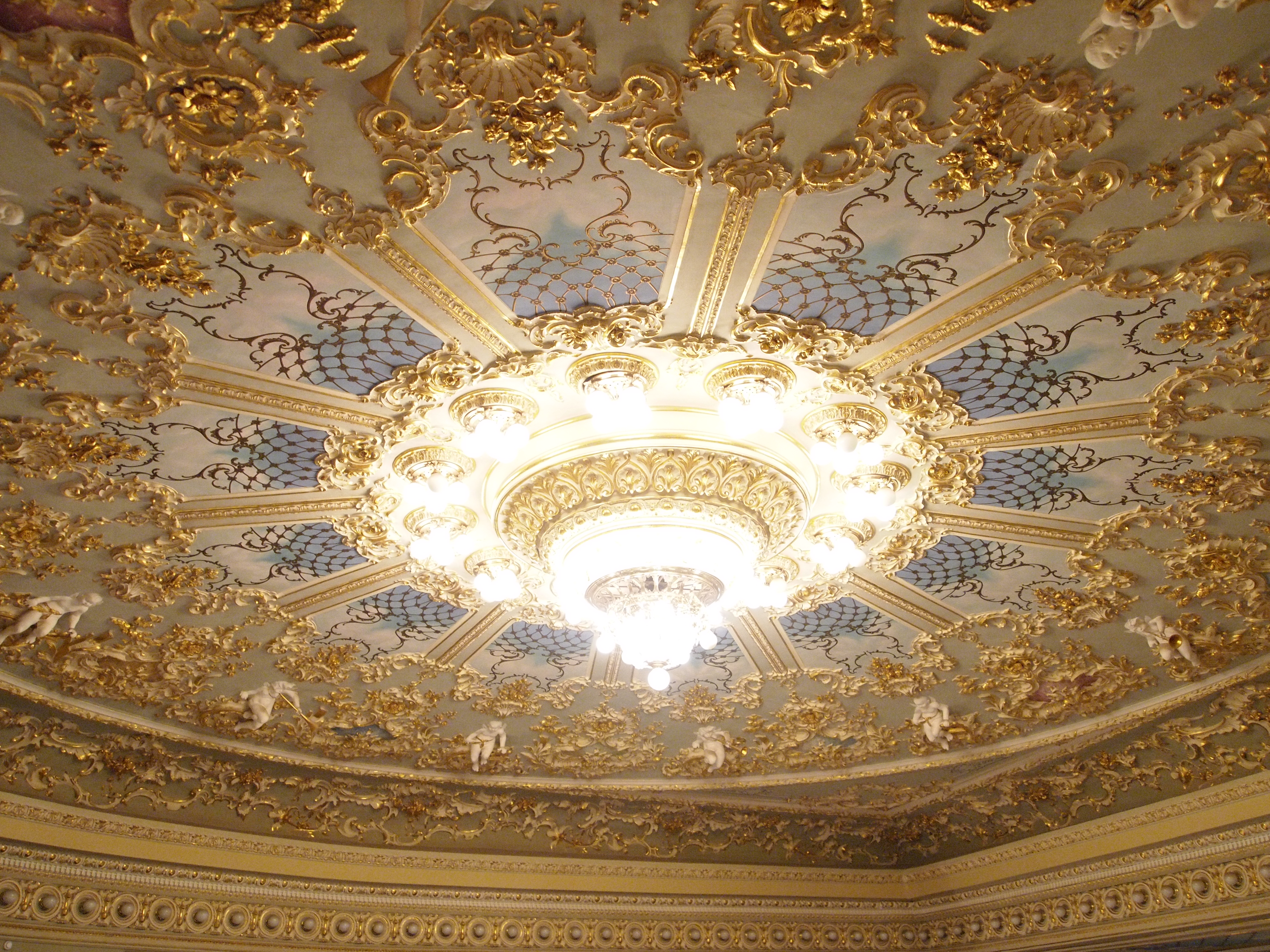
Luminaire du plafond

## Anciens acteurs
- Boukhouti Zakariadze
- Ismayil osmanli (1928)